# I’d Do Anything (singel Simple Plan)
I’d Do Anything (ang. Zrobię wszystko) – drugi singel kanadyjskiej grupy Simple Plan pochodzący z ich pierwszej płyty No Pads, No Helmets... Just Balls.

## Lista utworów
1. „I’d Do Anything”